# Herpolitha
Herpolitha is een geslacht van neteldieren uit de klasse van de Anthozoa (bloemdieren).

## Soort
- Herpolitha limax (Esper, 1797)